# Carrigans
Carrigans (irisch An Carraigín; deutsch: „der kleine Fels“) ist eine Ortschaft im County Donegal im Norden der Republik Irland. Nach dem Census 2022 hatte Carrigans 389 Einwohner.

## Lage
Carrigans liegt etwa 20 Kilometer östlich von Letterkenny am Grenzfluss River Foyle zu Nordirland. Bis nach Derry sind es etwa acht Kilometer in nordöstlicher Richtung.
Durch die Ortschaft führt die R236 von St. Johnston kommend nach Derry.

## Geschichte
Carrigans war einst das Zentrum der Flachs- und Leinenproduktion im Donegal. 
Nordöstlich von Carrigans liegt Dunmore House. Es war früher der Sitz der nordirisch-schottischen Familie McClintock. Später übernahm die McFarland-Familie das Anwesen.